# Arne von Kittlitz
Arne Freiherr von Kittlitz und Ottendorf (* 27. April 1943 in Lübeck) ist ein deutscher Diplomat.
Arne von Kittlitz stammt aus dem alten, ursprünglich in der Oberlausitz ansässigen Adelsgeschlecht Kittlitz.
Nach dem Studium der Politikwissenschaft, Geschichte, Philosophie und Romanistik an den Universitäten Hamburg, Freiburg und Berlin, das er mit der Prüfung zum Magister Artium (M.A.) an der Universität Freiburg abschloss, folgte ein Postgraduiertenstudium zum Bachelor of Philosophy (B/Phil.) an der Makerere-Universität in Uganda. Danach war er Redakteur bei der Deutschen Welle Köln (1970 bis 1974) sowie anschließend bis 1977 Leiter eines Ausbildungsprojektes für Rundfunkjournalisten in Botswana.
Nach dem Eintritt in den Auswärtigen Dienst 1977 folgten Verwendungen an der Botschaft in den Vereinigten Staaten, der Botschaft in Indonesien, im Auswärtigen Amt in Bonn, der Botschaft in Indien, dem Auswärtigen Amt in Bonn, der Botschaft in Äthiopien sowie erneut im Auswärtigen Amt in Bonn bzw. Berlin. Von Juli 2003 bis Juli 2006 war Freiherr von Kittlitz Botschafter der Bundesrepublik Deutschland in Bosnien und Herzegowina, anschließend bis zu seiner Versetzung in den Ruhestand im September 2008 Botschafter der Bundesrepublik Deutschland in Namibia.
Er ist der Vater des Journalisten und Schriftstellers Alard von Kittlitz (* 1982).